# Mali Šantar
Mali Šantar (rus. Остров Малый Шантар) je mali, uski otok u sjeverozapadnom dijelu Ohotskog mora, jedan od Šantarskih otoka.

## Geografija
Otok Mali Šantar dug je oko 19 km s maksimalnom širinom od 6 km. Odvojen je od otoka Boljšoj Šantar na sjeveru tjesnacem Severo-Vostočnij, od otoka Beliči na istoku tjesnacem Opasnji, a od kopna na jugu Lindholmovim tjesnac. Na zapadu se nalazi Šantarsko more.

## Povijest
Između 1853. i 1889. američki kitolovci usidrili su se kod Malog Šantara kako bi se sklonili od oluja ili poslali kitolovke u lov na grenlandske kitove u obližnjem Lindholmovom tjesnacu (koju su zvali The Gut), Tugurskom ili Ulbanskom zaljevu. Njihovo glavno sidrište bila je Longova luka (zaljev Abrek) na jugoistoku otoka. Na kopno su odlazili po drva.